# Maxwell Frost
Maxwell Alejandro Frost, dit Maxwell Frost, né le 17 janvier 1997 à Orlando (Floride), est un homme politique américain. Membre du Parti démocrate, il est élu à l'âge de 25 ans à la Chambre des représentants des États-Unis pour la Floride lors des élections de 2022. 
Il est aujourd'hui le plus jeune élu du Congrès américain et le premier représentant élu de la « génération Z. »

## Biographie

### Jeunesse
Né en 1997 d'un père haïtien et d'une mère originaire de Porto Rico, il a été adopté à la naissance par Patrick Frost et une femme d'origine cubaine. 
Maxwell Frost milite dès l'âge de quinze ans à la suite de la tuerie de l'école primaire Sandy Hook en 2012, dans le Connecticut.
Le 12 juin 2016, une tuerie frappe une boîte de nuit, le Pulse, dans sa ville d'Orlando. Il échappe lui-même à une fusillade quelque temps après et déclare que le contrôle des armes à feu est un sujet majeur pour sa génération. 

### Vie privée
Musicien, il joue de la batterie et a étudié les percussions à la Osceola County School for the Arts (en).
En 2022, il poursuit son activité de chauffeur Uber durant sa campagne électorale.

## Parcours politique
Il revendique un positionnement à gauche du Parti démocrate.
À la suite de la fusillade de Parkland en 2018, il coordonne au niveau national le mouvement « Marche pour nos vies »  (en anglais : March for Our Lives) en faveur d'un meilleur contrôle des armes à feu. Il est proche de l'Union américaine pour les libertés civiles (en anglais : American Civil Liberties Union).
En 2022, il reçoit le soutien de Nancy Pelosi et Bernie Sanders. Il fait campagne contre le dérèglement climatique en appelant à un « New Deal écologiste » et défend le droit à l'avortement. Cela a été d'ailleurs sa première prise de parole au Congrès le 12 janvier 2023 en séance. 
« Nous avons écrit l'Histoire pour les Floridiens, pour la 'Gen Z' et pour tous ceux qui sont convaincus que nous méritons un meilleur avenir », a-t-il tweeté après avoir remporté 59 % des voix dans sa circonscription de Floride.